# Fred Alexander Barkley
Pour les articles homonymes, voir Barkley.
Fred Alexander Barkley (né le 4 novembre 1908 à Hobart en Oklahoma, mort le 24 juin 1989 à Tecumseh en Oklahoma) est un botaniste américain.

## Publications
- (en) F.A. Barkley, Keys to the phyla of organisms : Including keys to the orders of the plant kingdom, Missoula (Montana), 1939.
- (es) F.A. Barkley, "Un esbozo de clasificación de los organismos", Revista de la Facultad Nacional de Agronomia, Universidad de Antioquia, Medellín, Vol.10, No.34, 1949, p. 83-103[2].
- (en) F.A. Barkley, Outline classification of organisms, Hopkins Press, Providence, 1967. 2nd ed., 1968. 3rd ed., 1970.